# Постріл (повість)
«Постріл» (рос. Выстрел) — повість російського письменника Олександра Пушкіна з циклу «Повістей покійного Івана Петровича Бєлкіна», написана 1830-го і видана у 1831 році. Це історія про відставного гусара Сільвіо, і його шестирічне очікування помсти.

## Сюжет
Оповідання ведеться від імені свідка подій, який, перебуваючи на посаді армійського офіцера, познайомився з Сільвіо. Серед інших відставний гусар мав репутацію вельми похмурої людини, але мало хто б зважився вказати йому на це в обличчя: Сільвіо був чудовим стрільцем. Одного разу, через від'їзд, Сільвіо розповідає свою історію. Мовляв, шість років тому, він був учасником дуелі з одним молодим гульвісою, який, мало того, що, стріляючи першим, наче навмисне зіпсував Сільвіо його ківер, так ще й поставився до пострілу у відповідь досить байдуже (легковажно їв черешню, спльовуючи кісточки в сторону). Оскаженілий такою поведінкою, і зневагою противника до можливої майбутньої смерті, Сільвіо відкладає свій постріл, подає у відставку і від'їздить. І ось, через шість років, він дізнається, що його кривдник одружується, і вирішує повернути йому борг.
Закінчення цієї історії, розповідає вже поміщик, граф — той самий молодий гульвіса, який образив Сільвіо. З'ясовується, що Сільвіо його знайшов, пред'явив свої права на постріл і змусив почати дуель заново, мотивуючи це тим, що не може стріляти в беззбройну людину. Дізнавшись, що тепер-то його противнику є що втрачати, побачивши сльози його переляканої дружини, задоволений Сільвіо їде, не заподіявши графу шкоди.
Згодом стає відомо, що Сільвіо загинув на війні за звільнення грецького народу в битві під Скулянами.

## Сучасники
Ставлення сучасників до всього циклу повістей було вельми посереднє. Особливо різко «Повісті» критикував Бєлінський, однак повість «Постріл» оцінювалася їм вище за інші.
Нерідко «Постріл» порівнюють з нашумілою у 1830 році драмою «Ернані» Гюго (правда, у Гюго герцог де Сільва використовує своє право на життя Ернані, втручання доньї Соль, яка благає пощадити чоловіка, нічого не може змінити — гинуть всі), поемою «Бал» Баратинського (1828) і повістю Бестужева «Вечір на бівуаку» (1823).
Також в повісті помічені пародії на романтичні літературні штампи, зокрема ремінісценції з Олександра Бестужева («Вечір на Кавказьких водах 1824 року» 1830 року, «Роман в семи листах», «Гедеон», «Замок Вейден» 1821 року, «Замок Нейгауза» 1824 року, «Зрадник» і «Ревельский турнір» 1825 року).

### Автобіографічність
Відомо, що «Постріл» спочатку складався з одного першого розділу, закінчивши який 12 жовтня 1830 року, Пушкін приписав, що закінчення повісті втрачено, тим самим відмовившись від наміру продовжувати розповідь. У такому вигляді повість носила автобіографічний характер, бо містила елементи дуелі Пушкіна з офіцером Зубовим, що сталася в червні 1822 року в Кишиневі. Історик Петро Бартенєв, описуючи ці події і посилаючись на очевидців, писав, що Пушкін з'явився з черешнями і снідав ними, поки Зубов стріляв першим. Після того, як Зубов промахнувся, Пушкін пішов геть не стріляючи. Другий розділ був дописаний 14 жовтня 1830 року.

## Український переклад
Українською мовою повість уперше 1930 року видано харківським видавництвом «Книгоспілка» у перекладі Миколи Зерова (вона стала першою з «Повістей», що була опублікована в українському перекладі). У 1937 році видавництвом «Держлітвидав УРСР» видано переклад всіх «Повістей», виконаний Б. Д. Ткаченком. У 1953 році видано переклад М. П. Стельмаха в складі «Зібрання творів О. С. Пушкіна в чотирьох томах».

## Екранізації
- 1939 — «Постріли» («Coups de feu», Франція), режисер Рене Барберіс.
- 1941 — «Постріл» («Un colpo di pistola», Італія), режисер Ренато Кастеллані.
- 1965 — «Дуель, що не відбулася» («Wystrzal», Польща), режисер Єжи Антчак.
- 1966 — «Постріл» («Выстрел», СРСР), режисер Наум Трахтенберг.
- 1981 — «Повісті Бєлкіна. Постріл» («Повести Белкина. Выстрел», СРСР), режисер Петро Фоменко.